# Roberto Alpi
Roberto Alpi (* 13. Juli 1952 in Settimo Torinese) ist ein italienischer Schauspieler.

## Leben
Alpi ist seit Mitte der 1970er Jahre als Schauspieler hauptsächlich auf der Bühne aktiv. Dort feierte er großen Erfolg in Wer hat Angst vor Virginia Woolf? 1985 neben Anna Proclemer und acht Jahre später in Nora oder ein Puppenheim unter der Regie von Beppe Navello. Regelmäßig nimmt er Fernsehangebote war und hatte so Anteil an einigen gelungenen Filmen; häufig arbeitet er mit Giorgio Capitani zusammen. Nur gelegentlich sieht man Alpi im Kino, so in Allulo Drom oder Malizia 2000, wo er Nebenrollen verkörperte sowie in einigen ausländischen Produktionen. Positiv besprochen wurden auch CentroVetrine (2001) und der 2009 veröffentlichte Rex. Daneben arbeitet Alpi auch für das Radio und als Synchronsprecher.
Alpi ist mit der Schauspielerin Marina Giulia Cavalli verheiratet, mit der er eine Tochter hat.

## Filmografie (Auswahl)
- 1979: Che fare? (Fernseh-Miniserie)
- 1985: Der Himmel war schuld (Tutta colpa del paradiso)
- 1990: Spatzi, Fratzi & Co. (C'era un castello con 40 cani)
- 1993: Wut im Herzen (Courage au cœur)
- 1998: Alice auf der Flucht
- 2001: CentroVetrine
- 2011: L'industriale